# Agnieszka Ignyś
Agnieszka Mirosława Ignyś – polska ekonomistka, dr hab. nauk ekonomicznych, adiunkt Instytutu Zarządzania Uniwersytetu Ekonomicznego w Poznaniu.

## Życiorys
W 1999 ukończyła studia w zakresie zarządzania i marketingu w Akademii Ekonomicznej w Poznaniu, 2 grudnia 2005 obroniła pracę doktorską Bezpośrednia partycypacja pracownicza w organizacjach w Polsce i w innych krajach Unii Europejskiej, 16 listopada 2018 habilitowała się na podstawie pracy zatytułowanej Korporacyjne prawa akcjonariuszy w polskich spółkach publicznych.
Objęła funkcję adiunkta w Instytucie Zarządzania na Uniwersytecie Ekonomicznym w Poznaniu oraz starszego wykładowcy w Katedrze Teorii Organizacji i Zarządzania na Wydziale Zarządzania Uniwersytetu Ekonomicznego w Poznaniu.